# Jalen Wilson

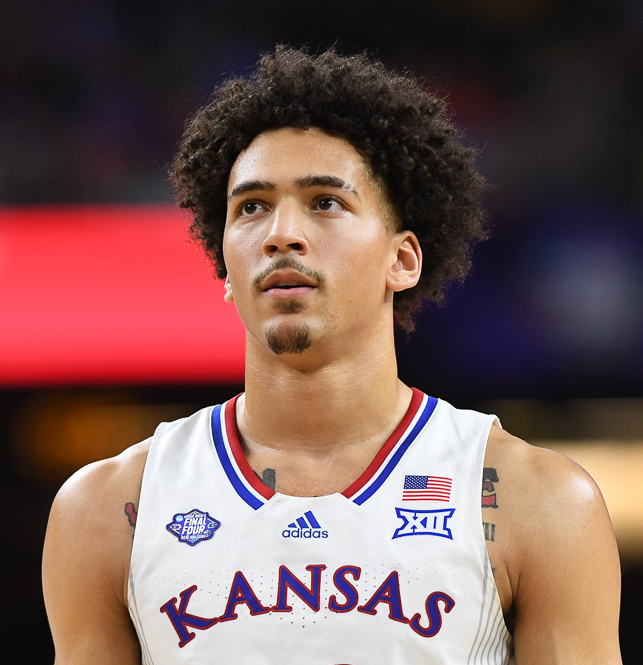
Jalen Wilson, 2022.

Jalen Derale Wilson, född 4 november 2000 i Arlington i Texas, är en amerikansk professionell basketspelare (SF/PF) som spelar för Brooklyn Nets i National Basketball Association (NBA).
Han draftades av Brooklyn Nets i andra rundan i 2023 års draft som 51:a spelare totalt.
Innan Wilson blev proffs studerade han på University of Kansas och spelade för deras idrottsförening Kansas Jayhawks.